# Schmechten
Schmechten ist ein 213 Einwohner zählender Stadtteil von Brakel im Kreis Höxter, Nordrhein-Westfalen.

## Geschichte
In einer Schenkung an das Kloster Corvey wurde Schmechten 826 erstmals urkundlich erwähnt. Der nördlich des Ortes gelegene Metbrunnen ist eine Mineralquelle, die bereits um 973 bekannt war. Der Ort gehörte bis zu den Napoleonischen Kriegen zum Hochstift Paderborn. Im Königreich Westphalen bildete Schmechten von 1807 bis 1813 eine Gemeinde im Kanton Gehrden des Distrikts Höxter im Departement der Fulda und fiel dann an Preußen. 1816 kam die Gemeinde zum neuen Kreis Brakel und 1832 zum Kreis Höxter, in dem sie zum Amt Brakel gehörte. Am 1. Januar 1970 wurde Schmechten durch das Gesetz zur Neugliederung des Kreises Höxter in die Stadt Brakel eingegliedert.

## Galerie

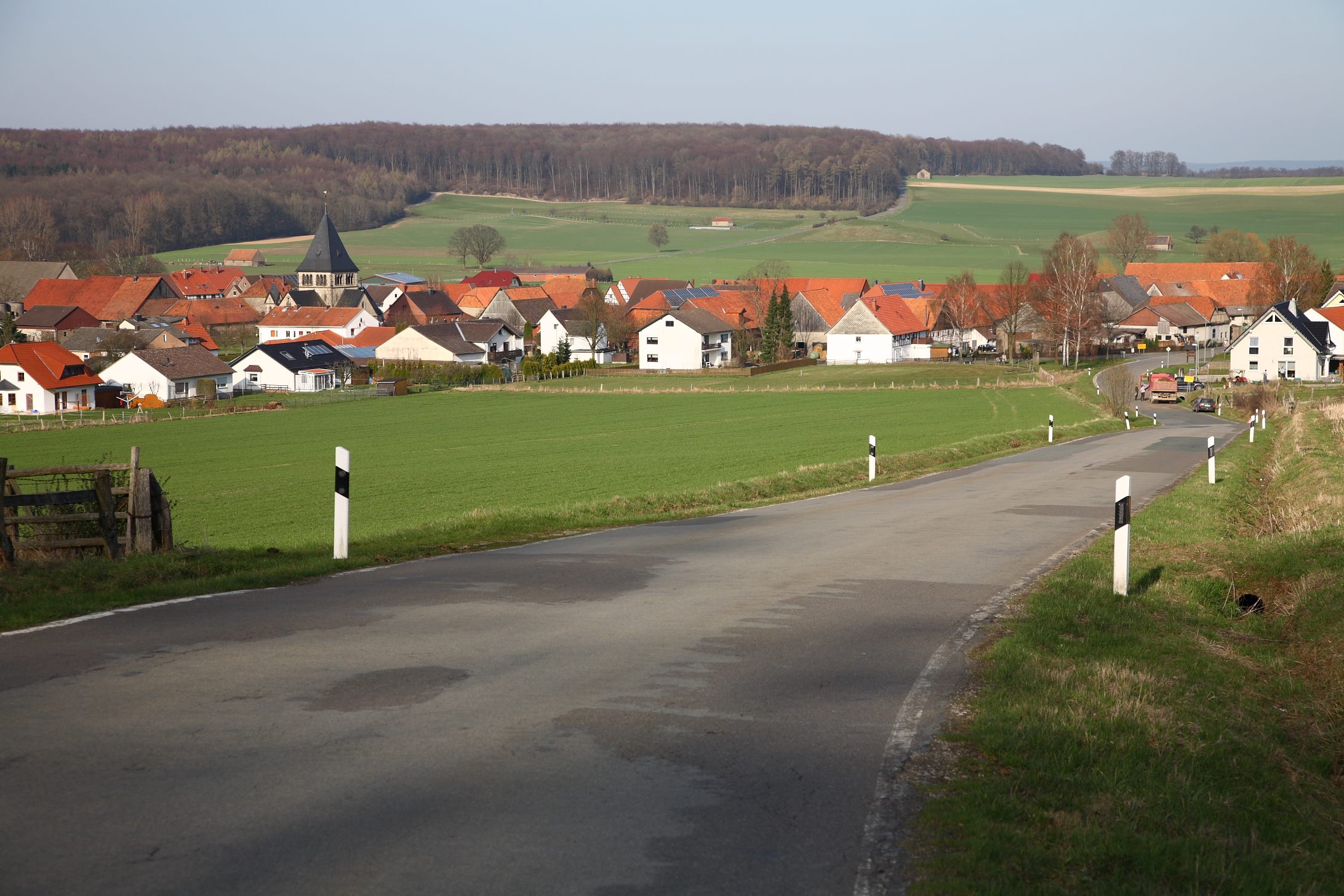
Schmechten – Blick aus westlicher Richtung
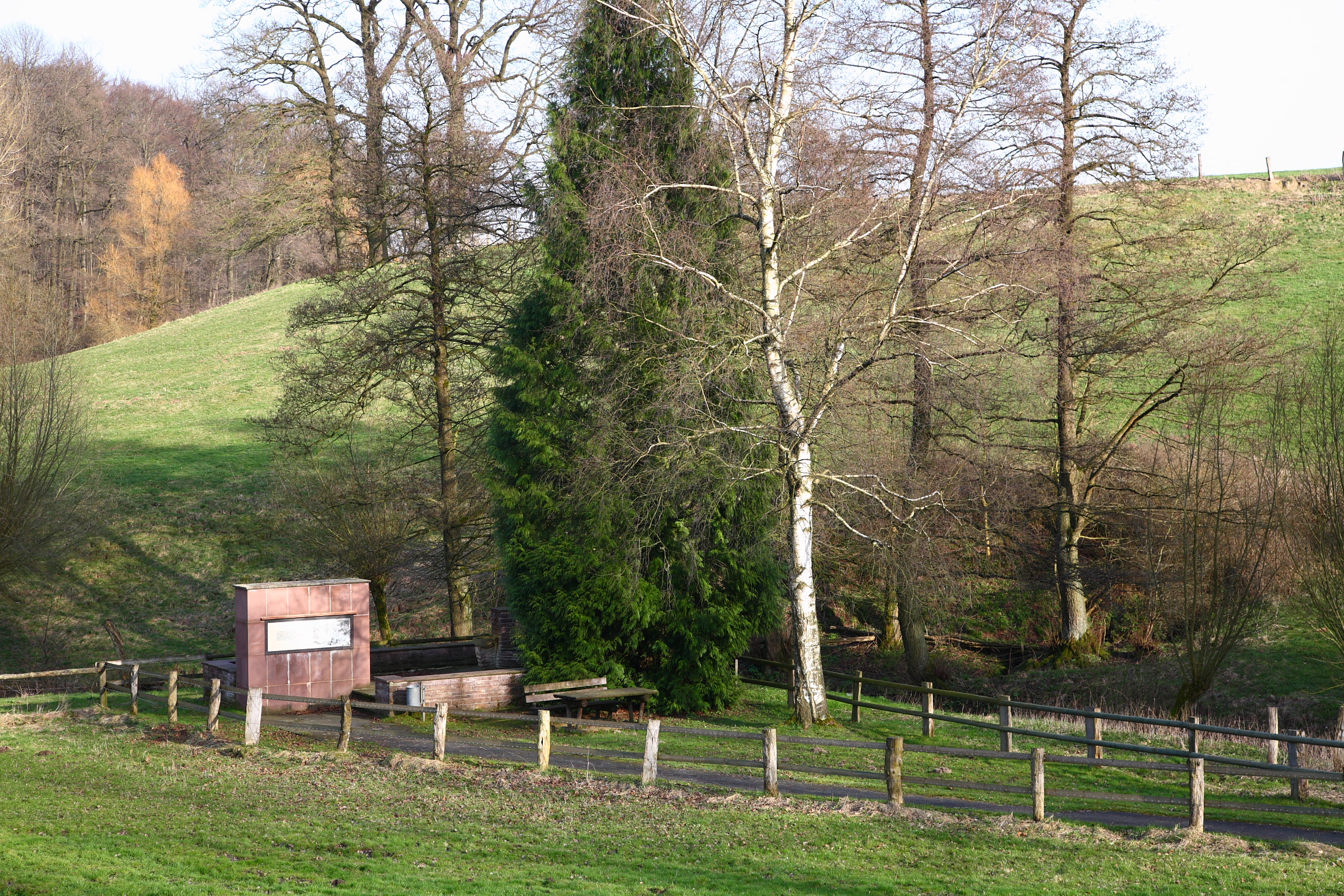
Metbrunnen Schmechten (Mineralsäuerling)
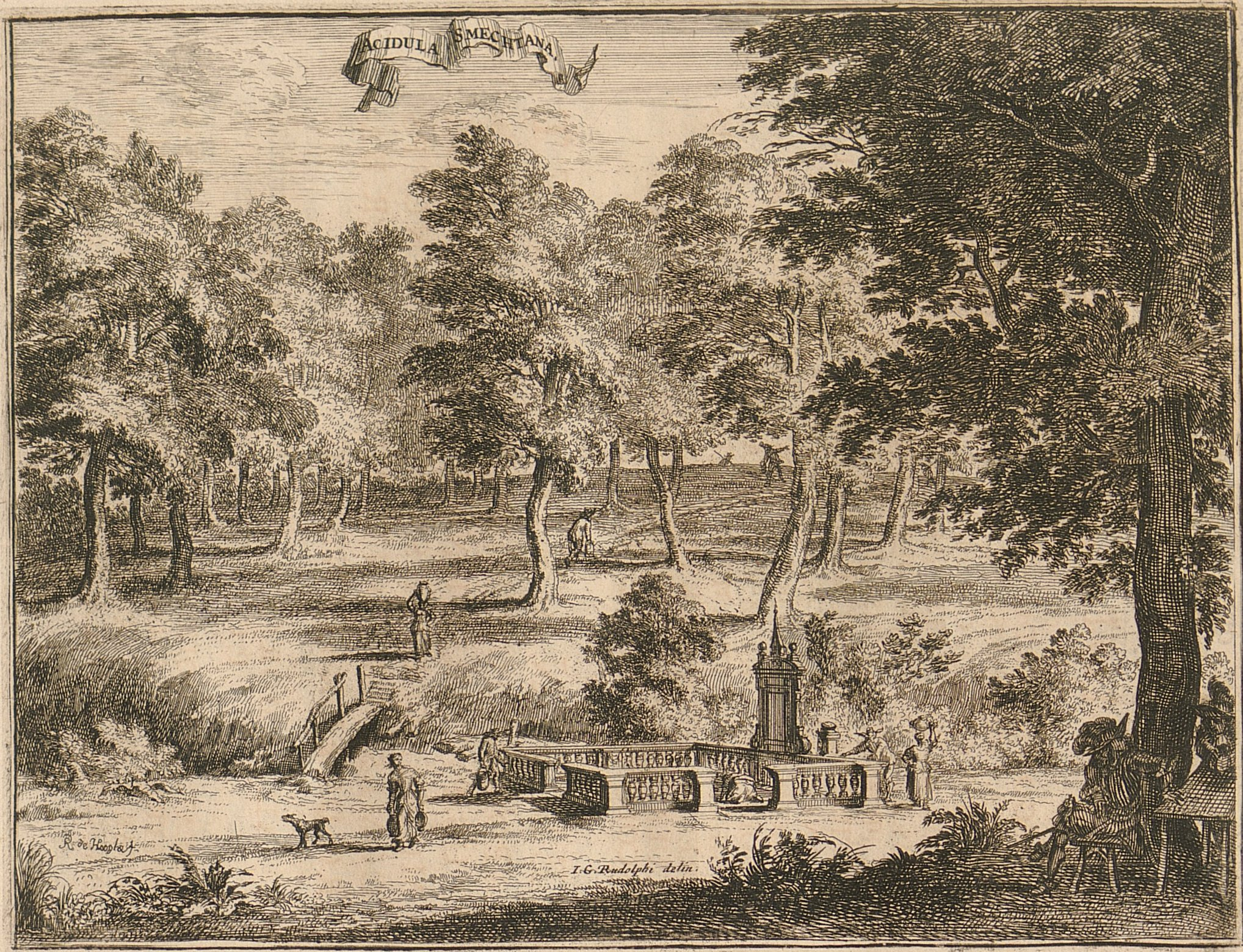
Metbrunnen in den Monumenta Paderbornensia (1672)